# Айду, Этьенн

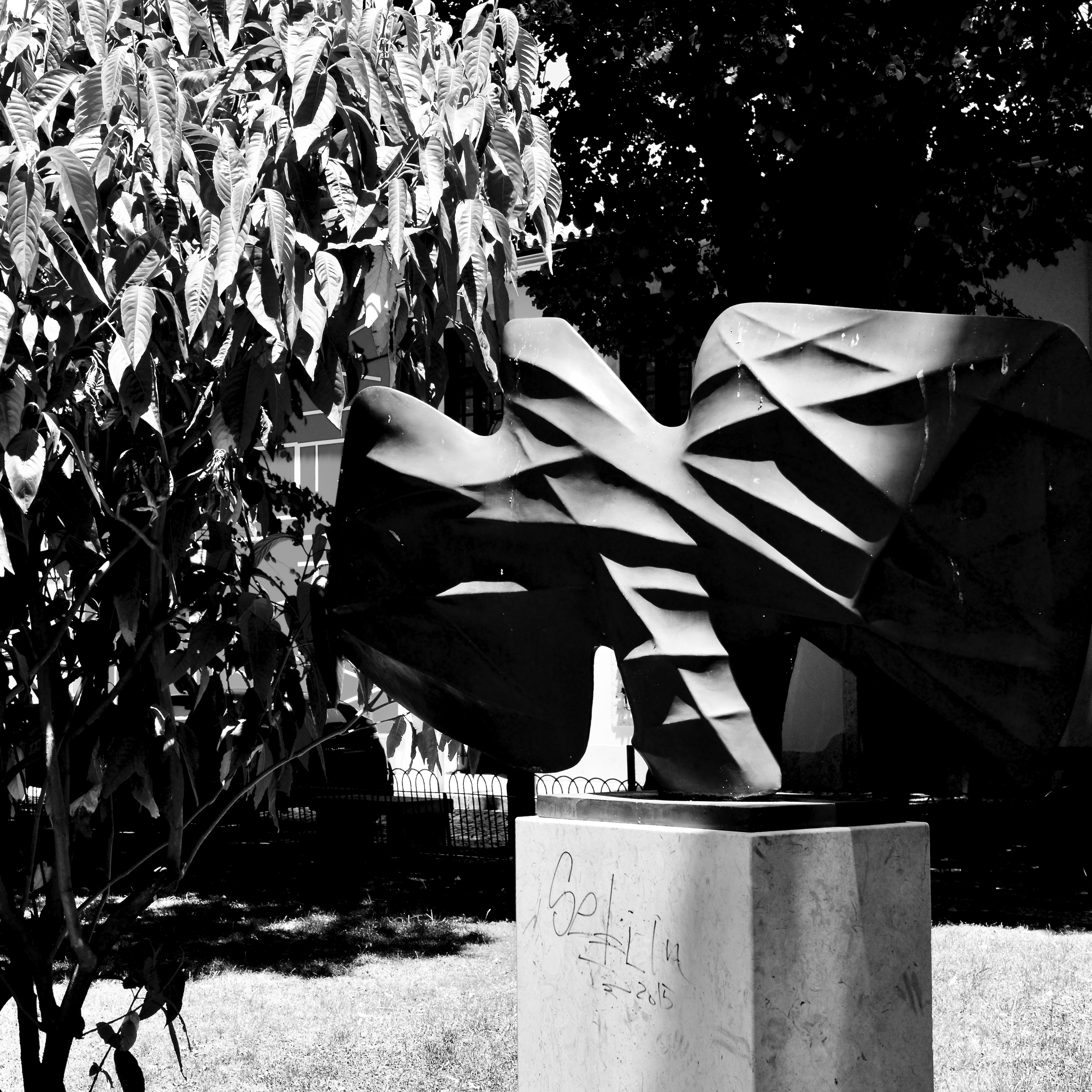
Уран II, скульптура, расположенная в саду Amorerias, в Лиссабоне.

Этьенн Айду (Иштван Хайду, венг. Hajdú István, фр. Étienne Hajdú; 12 августа 1907, Турда, Австро-Венгрия — 25 марта 1996, Баньо, О-де-Сен) — французский скульптор, график, художник книги венгерского происхождения. Принадлежал к новой Парижской школе.

## Биография
Родился в Трансильвании. В 1927 учился в художественной школе в Вене, с 1927 жил во Франции, брал уроки в академии Гранд Шомьер у Антуана Бурделя. В 1930 получил французское гражданство.
Могила Хайду находится на Тиаисском кладбище недалеко от Парижа.

## Творчество
Был близок к кругу сюрреалистов, испытал влияние Брынкуши. Первая персональная выставка состоялась в 1939 в парижской галерее Жанны Бюше (вместе с Арпадом Сенешем и Марией Эленой Виейра да Силва). Занимался книжным оформлением (книги стихов Пьера Лекюира, Жака Дюпена и другие).

## Признание
Первая монография о художнике принадлежит Мишелю Сёфору. Художественная премия земли Северный Рейн — Вестфалия (1965), Большая национальная премия Франции (1993), Орден Почётного легиона (1996).